# Coupe des Émirats arabes unis de football
La Coupe des Émirats arabes unis de football a été créée en 1974. La compétition se dispute sous forme de matchs à élimination directe, des huitièmes de finale jusqu'à la finale, où les quatorze clubs de première division et deux clubs de deuxième division (qualifiés via la FA Cup) s'affrontent. Le vainqueur de la Coupe est qualifié pour la phase de groupes de la Ligue des champions de l'AFC.

## Palmarès
- 1974-1975 : Al-Ahli Dubaï 2 - 0 Al Nasr Dubaï
- 1975-1976 : Coupe non terminée
- 1976-1977 : Al-Ahli Dubaï
- 1977-1978 : Coupe non terminée
- 1978-1979 : Sharjah FC 1 - 1 (tab 3-0) Al Ain Club
- 1979-1980 : Sharjah FC 1 - 0 Al Nasr Dubaï
- 1980-1981 : Al Shabab Dubaï 3 - 1 Al Ain Club
- 1981-1982 : Sharjah FC 2 - 0 Al Shabab Dubaï
- 1982-1983 : Sharjah FC 2 - 0 Al Wasl Dubaï
- 1983-1984 : Ajman Club 1 - 0 Al Nasr Dubaï
- 1984-1985 : Al Nasr Dubaï 3 - 0 Al Shabab Dubaï
- 1985-1986 : Al Nasr Dubaï 2 - 1 Al Wasl Dubaï
- 1986-1987 : Al Wasl Dubaï 2 - 0 Al-Khaleej Club
- 1987-1988 : Al-Ahli Dubaï 3 - 2 Al Shabab Dubaï
- 1988-1989 : Al Nasr Dubaï 1 - 0 Al-Wahda Club
- 1989-1990 : Al Shabab Dubaï 2 - 1 Al Ain Club
- 1990-1991 : Sharjah FC 3 - 0 Al Wasl Dubaï
- 1991-1992 : Baniyas SC 2 - 1 ap Al Nasr Dubaï
- 1992-1993 : Al Sha'ab Sharjah 2 - 1 ap Al Wasl Dubaï
- 1993-1994 : Al Shabab Dubaï 1 - 0 Al Ain Club
- 1994-1995 : Sharjah FC 0 - 0 (tab 5-4) Al Ain Club
- 1995-1996 : Al-Ahli Dubaï 4 - 1 Al-Wahda Club
- 1996-1997 : Al Shabab Dubaï 1 - 1 (tab 5-4) Al Nasr Dubaï
- 1997-1998 : Sharjah FC 3 - 2 beo Al Wasl Dubaï
- 1998-1999 : Al Ain Club 1 - 0 beo Al Shabab Dubaï
- 1999-2000 : Al-Wahda Club 1 - 1 (tab 8-7) Al Wasl Dubaï
- 2000-2001 : Al Ain Club 3 - 2 Al Sha'ab Sharjah
- 2001-2002 : Al-Ahli Dubaï 3 - 1 Al-Jazira Club
- 2002-2003 : Sharjah FC 1 - 1 (tab 6-5) Al-Wahda Club
- 2003-2004 : Al-Ahli Dubaï 2 - 1 Al Sha'ab Sharjah
- 2004-2005 : Al Ain Club 3 - 1 ap Al-Wahda Club
- 2005-2006 : Al Ain Club 2 - 1 Sharjah FC
- 2006-2007 : Al Wasl Dubaï 4 - 1 Al Ain Club
- 2007-2008 : Al-Ahli Dubaï 2 - 0 Al Wasl Dubaï
- 2008-2009 : Al Ain Club 1 - 0 Al Shabab Dubaï
- 2009-2010 : Emirates Club 3 - 1 Al Shabab Dubaï
- 2010-2011 : Al-Jazira Club 4 - 0 Al-Wahda Club
- 2011-2012 : Al-Jazira Club 3 - 1 Baniyas SC
- 2012-2013 : Al-Ahli Dubaï 4 - 3 Al Shabab Dubaï
- 2013-2014 : Al Ain Club 1 - 0 Al-Ahli Dubaï
- 2014-2015 : Al Nasr Dubaï 1 - 1 (tab 3-0) Al-Ahli Dubaï
- 2015-2016 : Al-Jazira Club 1 - 1 (tab 6-5) Al Ain Club
- 2016-2017 : Al-Wahda Club 3 - 0 Al Nasr Dubaï
- 2017-2018 : Al Ain Club 2 - 1 Al Wasl Dubaï
- 2018-2019 : Shabab Al-Ahli Dubaï 2 - 1 Al-Dhafra
- 2019-2020 : Compétition abandonnée en raison de la pandémie de Covid-19
- 2020-2021 : Shabab Al-Ahli Dubaï 2 - 1 Al Nasr Dubaï
- 2021-2022 : Sharjah FC 1 - 0 Al-Wahda Club
- 2022-2023 : Sharjah FC 1 - 1 (tab 13-12) Al Ain Club
- 2023-2024 : Al Wasl FC 4-0 Al Nasr Dubaï
- 2024-2025 : Shabab Al-Ahli Club 2-1 Sharjah FC